# Longa (Musik)
Longa (arabisch لونجا) ist in der traditionellen professionellen türkischen und arabischen Musik eine Instrumentalform der musikalischen Komposition.
Die Longa, ein säkulares Genre, das als Tanzform auf dem Balkan entstanden sein soll, hat typischerweise einen lebhaften 2/4-Rhythmus. Neben den Semai und Bashraf ist die Longa eine beliebte osmanische Instrumentalform, die später in die arabische Musik eingeführt wurde und oft am Ende einer Muwaschschah aufgeführt wird. So wie Semai und Bashraf, basiert auch Longa auf einen Refrain, der Taslim (arabisch تسليم, DMG taslīm) heißt, und auf einer Anzahl unterschiedlicher Verse, die Khana (im Türkischen lautet die Bezeichnung "hane" = Haus) genannt werden.

## Aufbau
Longa, wie auch Semai und Bashraf, ist in einem Maqam verankert und benutzt dessen Sayr (arabisch سير, DMG Sayr) und dessen übliche Modulationen (arabisch جنس, DMG Ǧins, Pl. arabisch أجناس, DMG Aǧnās). Aus diesem Grund sind der Maqam (und gewöhnlich auch der Komponist) Teil des Namens der Komposition. Eine gebräuchliche Form von Longa ist Longa Riad in Nahawand scale (arabisch لونجا نهاوند), die vom ägyptischen Komponisten Riad Al Sunbati im Maqam Nahawand komponiert wurde.
Longa verwendet im Allgemeinen einen iqa (rhythmischer Zyklus, Schlagmuster), der einem 2/4-Takt entspricht. Sie basiert auf einer Anzahl unterschiedlicher Verse, die Khanat (Singular Khana) genannt werden. Sie werden gefolgt von jeweils einem Taslim (Refrain). Das letzte Khana ist in der Regel im 3/4 Takt.
Viele Longas der osmanischen Periode nutzen Maqamat ohne Vierteltöne wie Nahawand, Hijaz und Nikriz. Die Melodien erinnern oft an den Balkan, insbesondere an rumänische Musik der Roma. Viele arabische Komponisten verfolgen diesen Ansatz noch heute und schreiben Stücke in diesem Stil.
Mehrere Longas, wie die Longa Nahawand von Tanburi Cemil Bey (1871–1916) und die Longa Shahnaz von Santuri Edhem Efendi (1855–1926), werden in allen möglichen musikalischen Umgebungen gespielt. Arabische Musiker haben die Struktur der Longa nicht verändert, obwohl sie manchmal rhythmische Taksim (Improvisationen, die über eine Schlagzeuglinie gespielt werden) zwischen einigen Abschnitten hinzufügen. Interessanterweise sind sich arabische und türkische Musiker einig, dass je schneller man eine Longa spielt, desto besser.